# 市川文三
市川 文三（いちかわ ぶんぞう、1910年6月9日 - ?）は、日本の経営学者。

## 略歴
東京生まれ。1935年東京帝国大学経済学部商業学科卒、1980年「体系会計学 利潤計算の論理・機構・実践の体系的研究」で法政大学経済学博士。1938年企画院調査官となり、敗戦後退官。1957年鹿児島商科短期大学教授、1959年松商学園短期大学教授、1965年東京学芸大学教授、1969年法政大学経営学部教授。1981年定年、名古屋経済大学教授を務めた。初期に文朗の筆名を用い、後年は政治に関する評論も上梓した。

## 著書
- 『百万人の簿記学』市川文朗 寿星社 1954
- 『簿記学原理 資本理論の技術的実証』東洋経済新報社 1957
- 『理論会計学 資本論理の会計学的展開』柏林書房 1961
- 『体系簿記学入門』高文堂出版社 1970
- 『体系会計学 1』高文堂出版社 1973
- 『体系簿記学』法政大学出版局 1974
- 『実践管理会計論 1』高文堂出版社 1975
- 『みち草教師一代記 機知とユーモアで綴る照る日曇る日 小伝と随想・狂歌・紀行など』高文堂出版社 1983
- 『貸借対照表と弁証法 技術実証 利潤計算構造の論理』高文堂出版社 1986
- 『一国平和主義と憲法 岐路に立つ民主主義 随想集・熟年行路の出来事 潤いと機知で描く社会の変転と人生模様』 (知的ドリーム双書)高文堂出版社 1991
- 『貸借対照表入門 その成り立・メカニズム・見方 平易な会計読本』高文堂出版社 1991
- 『世界の民主主義小史』東銀座出版社 1995
- 『紀事録風東西周遊記』高文堂出版社 1996
- 『奇怪なる経済街道』文栄社 1998
- 『投機路に揺らぐ経済街道』ストーク 1999
- 『世界の民主思想略史』ダブリュネット 1999

### 共著
- 『商業簿記入門』坂本藤良, 高島清共著 同文館 1957

### 翻訳
- ジョン・Y.ビーティー『植物の魔術師』市川文朗訳 朋文社 1956
- ロバート・リーナウ『デモクラシーの広場 すべての市民に呼びかける』桜書房 1958

## 論文
- <市川文三